# Salacia erythrocarpa
Salacia erythrocarpa är en benvedsväxtart som beskrevs av Karl Moritz Schumann. Salacia erythrocarpa ingår i släktet Salacia och familjen Celastraceae. Inga underarter finns listade.